# Liste der Einträge im National Register of Historic Places im Wise County (Texas)
Die Liste der Registered Historic Places im Wise County führt alle Bauwerke und historischen Stätten im texanischen Wise County auf, die in das National Register of Historic Places aufgenommen wurden.

## Aktuelle Einträge
| Lfd. Nr. | Name                                            | Bild | Datum der Eintragung | Adresse/Lage         | Ort     | ID-Nr.   | Beschreibung |
| -------- | ----------------------------------------------- | ---- | -------------------- | -------------------- | ------- | -------- | ------------ |
| 1        | Decatur Baptist College Administration Building |      | 11. März 1971        | 1602 S. Trinity St.  | Decatur | 71000973 |              |
| 2        | J. T. Brown Hotel                               |      | 16. Okt. 1979        | E. Decatur St        | Chico   | 79003026 |              |
| 3        | Texas Tourist Camp                              |      | 30. Mai 1997         | 900--904 S US 81/287 | Decatur | 97000477 |              |
| 4        | Waggoner Mansion                                |      | 1. Mai 1974          | 1003 E. Main         | Decatur | 74002098 |              |
| 5        | Wise County Courthouse                          |      | 12. Dez. 1976        | Public Sq.           | Decatur | 76002085 |              |